# Cophixalus tagulensis
Cophixalus tagulensis är en groddjursart som beskrevs av Richard G. Zweifel 1963. Cophixalus tagulensis ingår i släktet Cophixalus och familjen Microhylidae. IUCN kategoriserar arten globalt som otillräckligt studerad. Inga underarter finns listade i Catalogue of Life.